# Sōshi-kaimei
Sōshi-kaimei (創氏改名) foi uma política de pressão aos coreanos durante a ocupação japonesa para que fossem adotados os nomes japoneses. Consistia em duas partes. A portaria n.º 19, emitida em 1939, exigia o sōshi, literalmente a "criação de um nome de família" (氏, shi), Bon-gwan (姓, sei, see). A portaria n.º 20, emitida em 1940, permitiu o kaimei, a mudança do prenome; este era voluntário e era aplicada uma taxa ao solicitante.
Essas portarias, emitidas pelo general Jirō Minami, governador-geral da Coreia, revogaram efetivamente uma ordem governamental anterior que proibia os coreanos de assumir nomes japoneses. Existem várias explicações para o propósito das portarias.